# Cicurina pallida
Espèce
Cicurina pallida est une espèce d'araignées aranéomorphes de la famille des Cicurinidae.

## Distribution
Cette espèce se rencontre aux États-Unis au New Hampshire, au Maine, au Massachusetts, au Connecticut, dans l'État de New York, en Pennsylvanie, au Maryland, en Ohio, en Indiana, en Illinois et au Michigan et au Canada au Québec, au Nouveau-Brunswick et en Nouvelle-Écosse,.

## Description

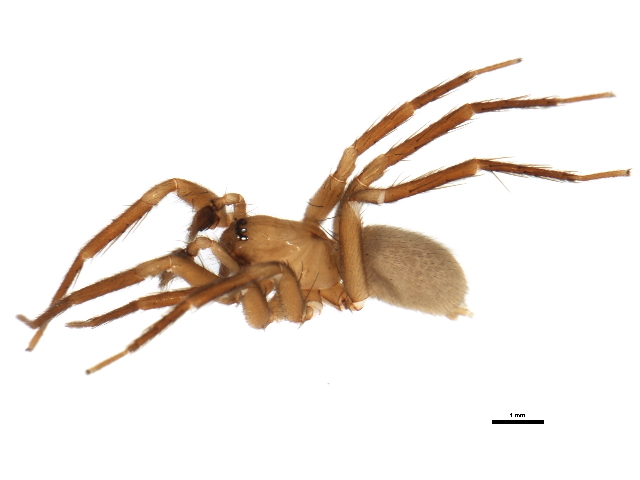
Cicurina pallida

Le mâle syntype mesure 5,2 mm.
Les mâles mesurent de 4,50 à 5,30 mm et les femelles de 4,60 à 5,35 mm.

## Systématique et taxinomie
Cette espèce a été décrite par Keyserling en 1887.

## Publication originale
- Keyserling, 1887 : « Neue Spinnen aus America. VII. » Verhandlungen der kaiserlich-königlichen zoologisch-botanischen Gesellschaft in Wien, vol. 37, p. 421-490 (texte intégral).